# Sauber C33
Sauber C33 byl závodní vůz Formule 1 navržený společností Sauber, aby mohl soutěžit v sezóně 2014. Řídili ho Esteban Gutiérrez a Adrian Sutil, který se k týmu připojili po návratu Nica Hülkenberga do Force Indie. Vůz C33 byl navržena tak, aby používal nový 1,6litrový přeplňovaný motor V6 s turbem od Ferrari. the 059/3.
Šasi navrhli Eric Gandelin, Ben Waterhous a Willem Toet, přičemž vůz byl poháněn zákaznickým motorem Ferrari.

## Shrnutí sezóny

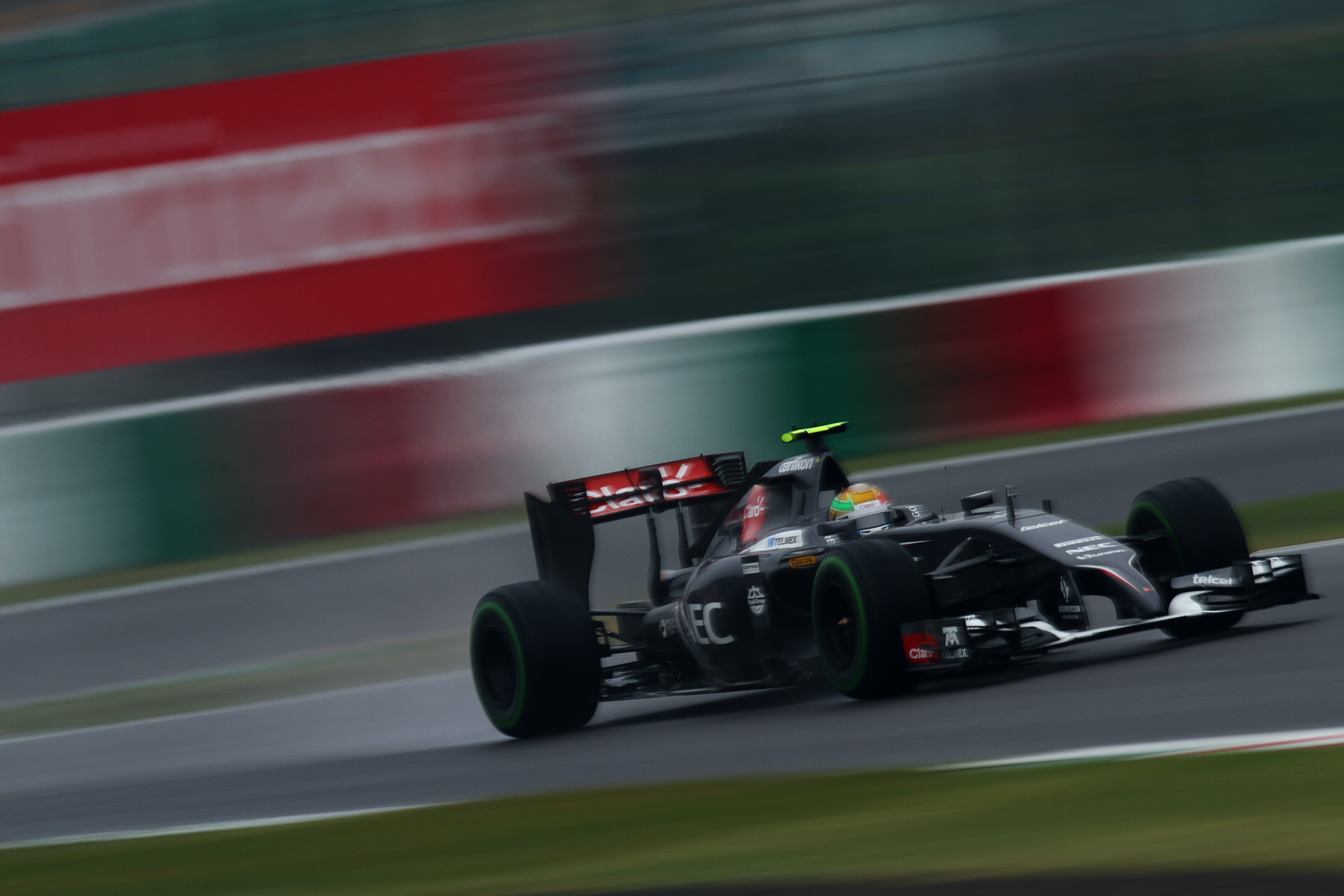
Esteban Gutiérrez ve voze C33 při Grand Prix Japonska 2014.

Vůz byl na začátku sezóny sužován váhovými problémy, a to do té míry, že vysoký Sutil (který byl relativně jedním z nejtěžších jezdců ve startovním poli) dva dny v zoufalé situaci nejedl, aby se pokusil udržet konkurenceschopnost.
Nakonec se vůz C33 stal nejméně konkurenceschopným Sauberem, který byl kdy vyroben, protože v sezóně 2014 Sauber poprvé ve své historii nezískal žádné body. Navíc kvůli finanční situaci týmu byli na konci sezóny oba jezdci odejiti, aby uvolnili místo nové sestavě, kterou tvořili Marcus Ericsson a Felipe Nasr.

## Kompletní výsledky ve Formuli 1
| Legenda k tabulce | Legenda k tabulce                                                                       |
| Barva             | Výsledek                                                                                |
| ----------------- | --------------------------------------------------------------------------------------- |
| Zlatá             | Vítěz                                                                                   |
| Stříbrná          | 2. místo                                                                                |
| Bronzová          | 3. místo                                                                                |
| Zelená            | Bodované umístění                                                                       |
| Modrá             | Nebodované umístění                                                                     |
| Modrá             | Dokončil neklasifikován (NC)                                                            |
| Fialová           | Odstoupil (Ret)                                                                         |
| Červená           | Nekvalifikoval se (DNQ)                                                                 |
| Červená           | Nepředkvalifikoval se (DNPQ)                                                            |
| Černá             | Diskvalifikován (DSQ)                                                                   |
| Bílá              | Nestartoval (DNS)                                                                       |
| Bílá              | Závod zrušen (C)                                                                        |
| Světle modrá      | Pouze trénoval (PO)                                                                     |
| Světle modrá      | Páteční testovací jezdec (TD)                                                           |
| Bez barvy         | Netrénoval (DNP)                                                                        |
| Bez barvy         | Vyřazen (EX)                                                                            |
| Bez barvy         | Nepřijel (DNA)                                                                          |
| Bez barvy         | Odvolal účast (WD)                                                                      |
| Bez barvy         | Nezúčastnil se (prázdné)                                                                |
| Označení          | Význam                                                                                  |
| Tučnost           | Pole position                                                                           |
| Kurzíva           | Nejrychlejší kolo                                                                       |
| †                 | Jezdec nedojel do cíle, ale byl klasifikován, protože odjel více než 90 % délky závodu. |
| ‡                 | Byl udělován poloviční počet bodů, protože bylo odjeto méně než 75 % délky závodu.      |
| Horní index       | Umístění bodujících jezdců ve sprintu                                                   |

| Rok  | Tým            | Motor         | Pneumatiky | Jezdci            | 1   | 2   | 3   | 4   | 5   | 6   | 7   | 8   | 9   | 10  | 11  | 12  | 13  | 14  | 15  | 16  | 17  | 18  | 19   | Body | Umístění  |
| ---- | -------------- | ------------- | ---------- | ----------------- | --- | --- | --- | --- | --- | --- | --- | --- | --- | --- | --- | --- | --- | --- | --- | --- | --- | --- | ---- | ---- | --------- |
| 2014 | Sauber F1 Team | Ferrari 059/3 | P          |                   | AUS | MAL | BHR | CHN | ESP | MON | CAN | AUT | GBR | GER | HUN | BEL | ITA | SIN | JPN | RUS | USA | BRA | ABU‡ | 0    | 10. místo |
| 2014 | Sauber F1 Team | Ferrari 059/3 | P          | Esteban Gutiérrez | 12  | Ret | Ret | 16  | 16  | Ret | 14† | 19  | Ret | 14  | Ret | 15  | 20  | Ret | 13  | 15  | 14  | 14  | 15   | 0    | 10. místo |
| 2014 | Sauber F1 Team | Ferrari 059/3 | P          | Adrian Sutil      | 11  | Ret | Ret | Ret | 17  | Ret | 13  | 13  | 13  | Ret | 11  | 14  | 15  | Ret | 21† | 16  | Ret | 16  | 16   | 0    | 10. místo |

‡ — Jezdci a týmy získaly dvojité body při Grand Prix Abú Zabí.